# Maccabeo
Maccabeo  è un nome proprio di persona italiano maschile.

## Varianti
- Femminili: Maccabea[1]

### Varianti in altre lingue
- Catalano: Macabeu[2]
- Spagnolo: Macabeo[2]

## Origine e diffusione

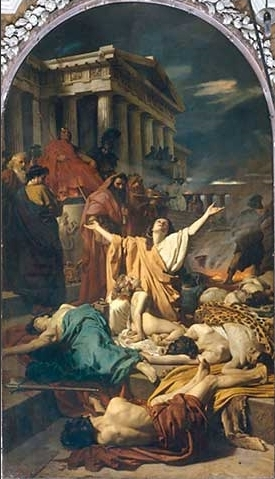
Il martirio dei sette Maccabei, di Antonio Ciseri

Nome di tradizione biblica, di scarsa diffusione, utilizzato soprattutto nelle comunità ebraiche; riprende il nome dei Maccabei, sette fratelli della tribù ebraica degli Asmonei, la cui storia è narrata in quattro libri dell'Antico Testamento (primo, secondo, terzo e quarto libro dei Maccabei, i primi due deuterocanonici, i secondi due apocrifi). Etimologicamente, è giunto in italiano tramite il greco biblico Μακκαβαῖος (Makkabaîos) e il latino Maccabæus, in ultimo dall'ebraico מכבי (makabí); esso viene in genere ricondotto alla parola ebraica maqqabh ("martello"), ma non è impossibile che sia da ricollegare invece a matzbi ("generale", "comandante").

## Onomastico
L'onomastico si festeggia il 1º agosto in ricordo dei già citati fratelli Maccabei.